# Зеньковский уезд
Зеньковский уе́зд — административно-территориальная единица в составе Полтавской губернии Российской империи, существовавшая в 1781—1923 годы. Уездный город — Зеньков.

## История
Уезд образован в 1781 году в составе Черниговского наместничества. В 1796 году вошел в состав восстановленной Малороссийской губернии. С 1802 года — в Полтавской губернии. В 1923 году уезд был упразднён, на его территории образован Зеньковский район Полтавского округа.

## Население
По переписи 1897 года население уезда составляло 140 304 человек, в том числе в городе Зеньков — 10 443 жит.

### Национальный состав
Национальный состав по переписи 1897 года:
- украинцы (малороссы) — 137 579 чел. (98,1 %),
- евреи — 1870 чел. (1,3 %),

## Административное деление
В 1913 году в состав уезда входило 16 волостей:
| - Борковская — м. Борки, - Бельская — с. Бельск, - Велико-Будищская — м. Великие Будищи, - Велико-Павловская — с. Великая Павловка, - Груньская — м. Грунь, - Дейкаловская — с. Дейкаловка, - Заиченская — с. Заиченцы, - Зеньковская — с. Зеньков, | - Иордановская — с. Иордановка, - Кирилло-Анновская — с. Кирилло-Анновка, - Ковалевская — м. Ковалевка, - Комышевская — с. Комыши, - Куземинская — м. Куземин, - Лутеньско-Будищенская — с. Лутеньские Будищи, - Опошанская — м. Опошня, - Тарасовская — с. Тарасовка. |